# The Film Foundation
The Film Foundation es una organización estadounidense sin ánimo de lucro dedicada a la conservación de películas y a la exhibición de cine clásico y restaurado. Fue fundada por el director Martin Scorsese y otros destacados cineastas en 1990. La fundación recauda fondos y sensibiliza sobre proyectos de conservación de películas y crea programas educativos sobre el cine.

## Antecedentes

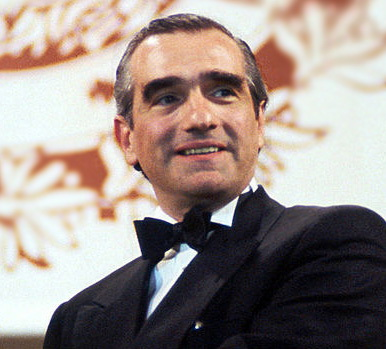
Martin Scorsese en 1995.

Más de la mitad de las películas realizadas antes de 1950 se han perdido, y sólo sobrevive un 10% de las producidas en Estados Unidos antes de 1929. Incluso las películas más recientes se deterioran. Debido a este riego y la pérdida de color a medida que las películas envejecen, Martin Scorsese «comenzó su cruzada de preservación de películas en 1980», sensibilizando tanto a la industria como al público sobre el problema.
En 1990, Scorsese creó The Film Foundation junto con Woody Allen, Robert Altman, Francis Ford Coppola, Clint Eastwood, Stanley Kubrick, George Lucas, Sydney Pollack, Robert Redford y Steven Spielberg, que formaban parte de la junta directiva original de la fundación. En 2006, Paul Thomas Anderson, Wes Anderson, Curtis Hanson, Peter Jackson, Ang Lee y Alexander Payne se unieron a ellos. En 2015, Christopher Nolan también se unió a la directiva.

## Descripción
La fundación ha sido calificada como «la principal organización dedicada a la recaudación de fondos, al aumento de la concienciación sobre la preservación y a la concesión de subvenciones para salvaguardar el patrimonio cinematográfico de este país [Estados Unidos]» y ayuda a proteger la historia del cine mediante el apoyo a proyectos de preservación en archivos cinematográficos. Desde su creación, la fundación ha ayudado a salvar más de 600 películas. La fundación trata de promover la exhibición (así como la preservación) del cine clásico. Desde 2002, la fundación está afiliada al Sindicato de Directores de Estados Unidos, trabajando desde las oficinas del mismo en Nueva York y Los Ángeles y compartiendo dos directivos que también forman parte del consejo de la fundación.
La fundación también crea programas educativos como «The Story of Movies», un plan de estudios interdisciplinario gratuito que se ha distribuido a millones de estudiantes y en decenas de miles de aulas. Enseña a conocer la importancia del significado cultural del cine y de su preservación. El plan de estudios «pretende enseñar a los niños a pensar de forma crítica sobre lo que ven en el cine, y a considerar el proceso de realización y las decisiones tomadas en el camino. También ayuda a los estudiantes a situar las películas en un contexto histórico, utilizándolas como trampolín para conversaciones sobre temas sociales».
El Archivo Cinematográfico de la Academia alberga la Colección de la Fundación Cinematográfica. La colección se compone principalmente de copias recién acuñadas de casi 100 títulos.
The Film Foundation, junto con la UNESCO y la Fédération Panafricaine des Cinéastes dirigen conjuntamente The African Film Heritage Project, que preserva películas culturalmente significativas realizadas en África y permite a los africanos ver esas películas, ya que muchas de ellas sólo recibieron una distribución limitada en su continente de origen.